# Gospodje Wassenaarski
Gospodje Wassenaarski je ime stare holandske plemiške družine, ki so bili prvič omenjeni v grofiji Holandiji  3. novembra 1200. So ena redkih prvotnih plemiških družin iz Holandije, ki se je ohranila do danes. Člani družine nosijo nasiv gradiščana (grajskega gospoda ali baronski naslov.

## Izvor imena
Rodbina je bila že od nekdaj plemiška (» Uradel «). Po družinski legendi je ime morda vzeto iz polmeseca (wassende) na družinskem grbu, ki je bil izposojen iz arabskega prapora, ki ga je član družine Wassenaarskih dobil med križarskim pohodom. Glede na nekatere družinske arhive Wassenaar pomeni vodni gospodje (Wasser Herren), ali morski gospodarji/kralji, kar je bil tradicionalni naslov, ki so ga osvajalci Rimljani (pod Kaligulo ) priznali, medtem ko so uničevali kralje Batavije.

## Zgodovina družine
Ustanovitelj družine Wassenaarskih je bil Filip, ki je živel v začetku 13. stoletja in je bil lastnik zemljišč v Wassenaarju . Bil je vazal grofa Viljema I. Holandskega, ki je sodeloval v tretji križarski vojni in peti križarski vojni.

### Stranske veje Wassenaarskih
Filipov sin Dirk I. je ustanovil stransko vejo  Wassenaarskih, Kranenburških in van Groeneveltskih. Pečat Dirka I. iz leta 1226 prikazuje drugačen grb kot njegov poznejši grb, vendar je polmesec morda takrat služil kot grb. Vejo Wassenaarskih so leta 1340 holanski grofje postavili za gradiščane (burgraves) Leidna. Leta 1544 je ta veja izumrla.

### Veja Duvenvoordskih
Dirkov mlajši brat Filip Wassenarski-Duvenvoordski, znan kot Duvenvoordski (†1248), je leta 1226 prejel v dedni fevd grad Duivenvoorde in ustanovil stransko vejo Duvenvoordskih.  Poročil se je s F(lorentijo) hčerko Arenta gospoda Rijswijka. Njegov sin Arend I. Duvenvoordski (†1268) je nadaljeval glavno vejo Duvenvoordskih (ki se je v 17. stoletju ponovno preimenovala Wassenaarske).
- Arend I. Duvenvoordski (†1268), vitez, poročen z (Mahteld) Crayenhorstsko, hčerko gospoda Wouterja
  - Floris Duvenvoordski (†1302), najstarejši sin, živel na gradu Duivenvoorde, je bil vpleten v umor Wolferta Borsselenskega. Bil je poročen 1.) s hčerko Florisa Brederodskega in torej vnukinjo Dirka I. Brederodskega in 2.) z Margriet (ali Sofijo) hčerko gospoda Jakoba Woudeškega iz rodbine Gospodov Warmontskih
    - 1): Arent II. Duvenvoordski (1303-ok. 1314), poročen z Jolanto Noordwijško
      - Arent III. Duvenvoordski (1343-1385), vitez (1343), gospod fevdnega urada Noordwijkerhout (kupljen leta 1367), svetnik Viljema V. Holandskega, odvetnik Rijnlanda in  Woerdena (1347-1340), svetnik Margareta II. Hainaultska, član zavezništva Trkov (1350), bil v izgnanstvu od 1351 do 1357, poročen s Simone Sofijo hčerko Janeza Buggenskega, živel na gradu Duivenvoorde blizu Voorschotena
        - Arent IV. (1382-1425), najstarejši sin, gospod fevdnega urada Noordwijkerhout, odvetnik Delflanda in Schielanda (od 1382), prišel v nemilost z drugimi plemiči člani Trnkov (1393-1394), viteški mojster Viljema VI. Holandskega, dnevni spremljevalec (1408-1412, 1416, 1418), poročen z Elburg hčerko Ogiera Cralingena in gospe Starrenburške, živel na gradu Duivenvoorde blizu Voorschotena
        - Dirk (1382-1426), vitez (1408), drugi sin, bil v izgnanstvu z drugimi plemiči Trske od  1393-1396, odvetnik Rijnlanda (1407-1409, v izgnanstvu leta 1426, poročen 1) z Heilwijf  Wijngaardensko († 1398) in 2) z Marija Zevendersko, bival na gradu Duivestein v Voorburgu; ustanovitelj rodbinske stranske veje Duivenstein, ki je izumrla v 16. st.
        - nezakonski sin: Klaas
          - Arent VII. Duvenvoordski (Utrecht, 1528-1599) in Teodora Scherpenzeelska
            - Jakob Duvenvoordski (1574-1623)
            - Johan Duvenvoordski (1577-1645) Johan III. Duvenvoordski, pozneje se je imenoval Johan (Duvenvoordski ali Duivenvoordski) Wassenaarski

    - 1): Mahteld (†1349), opatinja v Rijnsburgu
    - 2): Aleise, opatinja Leeuwenhorsta (iz 2. zakona)

  - Wouter Duvenvoordski (?-1302), je bil skupaj s svojim bratom Florisom maja 1301 do smrti pretepen v Veereju
- Jan Duvenvoordski (omenjen 1226-1248) 
  - Filip (1291-1307), vitez (1305), najstarejši sin, poročen z Elizabeto Vianensko
    - Janez I. Polanenski (ok. 1285–1342), vitez, poročen z Katarino Brederodsko. Je prednik Polanenske stranske linije
    - nezakonski sin: Viljem (Snickerieme) Duvenvoordski (1311-1353), vitez (1328), zakonsko priznan leta 1328, poročen z Heilwih Vianensko, brez zakonitih otrok, vendar imel 12 nezakonskih

Veja Duvenvoordska je na neki točki postala glavna veja rodbine Wassenaarskih. Potem so se spet začeli imenovati Wassenaarski.

### Veja Polanenskih
Veja Polanenskih je izhajala od mlajšega brata veje Duvenvoordskih. Arend I. Duvenvoordski je imel mlajšega brata Janeza Duvenvoordskega (zabeležen 1226-1248). Ta je bil  ustanovitelj veje Polanenskih. Njegov sin Filip III. Duivenvoordski (okoli 1248 – po 1301) je leta 1295 prejel fevd Polanen (blizu Monstra, Južna Holandija). Njegov sin Janez I. Polanenski (ok. 1285 – 1342) se je nato imenoval Polanenski. V zgodnjih fazah vojn trnka in trske je družina Polanenskih in njihov nezakonski potomec Viljem Duvenvoordski vodila frakcijo trnka. Glej: Gospodje Polanenski
Veja Polanenskih je imela kasneje pomembno vlogo. S poroko Johane Polanenske z Engelbertom I. Nassauskim je rodbina Nassavskih prvič pridobila ozemlja na Nizozemskem, in sicer Bredo. Mnogo kasneje je to dejstvo med drugim pripeljalo do vzpona rodbine Orange-Nassau do vladajoče dinastije v državi.

### Veja Katwijkških
Ta veja je nastala po poroki leta 1668 med Jakobom Wassenaerskim, gospodom Voorschotena, Duivenvoorde in Veurja (1649-1707) z Jakobo Lierško, damo obeh Katwijkov in 't Zandta (1652-1693), hčerko Marije Reigersberške, dame obeh Katwijkov. Sprva, glede na posest Duivenvoorde, je bila to še vedno veja Duivenvoorde, dokler ta veja ni izumrla in grad ni zamenjal lastnika. Dve okrožji Katwijka (Katwijk aan Zee in Katwijk aan den Rijn) in 't Zandt so bila gospostva, ki so bila v lasti te veje. Do danes te nazive uporablja član družine, običajno je ime imetnika naslova "Wassenaerski Katwijkški.
Ta (zdaj najstarejša) veja je zagotavljala upravitelje na občinski, pokrajinski in nacionalni ravni.

### Druge veje
Veja Duvenvoordskih se je končala z Jacobo Marijo Wassenaarsko, baronico Torck (1709–1771), katere potomci po ženski liniji, baroni Schimmelpenninck Oyenski, imajo še danes v lasti grad Duivenvoorde.
- Grad Leiden
- Grad Duivenvoorde
- Grad Breda
- Grad Twickel

Jacob II. Wassenaarski Obdamski (1645–1714) se je leta 1676 poročil z Adrijano Sofijo Raesfeldsko, ki je podedovala grad Twickel blizu Deldena. Veja Wassenaarsko Opdamskih je bila leta 1711 povzdignjena v (nevladajoče) cesarske grofe. Ta veja je izumrla leta 1850 z Marijo Cornélijo Wassenaarsko Obdamsko (1799–1850), ki je grad zapustila svojim otrokom, baronom Heeckerensko Kellskim, ki so prevzeli ime Heeckerensko Wassenaarski . Baronica Marija Amélija Heeckerensko Wassenaarska, rojena grofica Aldenburška Bentinck (1879–1975), je leta 1953 grad dala svoji družinski fondaciji. Zdaj ga upravljajo dediči njenega pra nečaka, grofa Kristjana Castell-Rüdenhausenskega (1952–2010).
Jakob Wassenaarski, gospod Voorschotena, Duivenvoorde in Veur (1649–1707), se je poročil z Jakobo Lyerensko, dedinjo Katwijka, in tako ustanovil vejo Wassenaarsko Katwijških, ki še vedno obstaja. Poleg tega sta bila gradova Hoekelum in Nederhemert do konca 20. stoletja v lasti članov družine Wassenaarskih.
V začetku 19. stoletja so vsi člani družine v Kraljevini Nizozemski  dobili baronski naziv.

## Slavni potomci rodbine Wassenaarskih
- Filip IV. Wassenaarski, v 15. stoletju Trskam-naklonjen župan Leidena in  viskont Leidenski.
- Janez II. Wassenaarski (1483-1523), v službi Habsburžanov, nosilec reda zlatega runa in zadnji viskont Leidena.
- Jakob Wassenaarski Obdamski, admiral v 17. stoletju.
- Unico Wilhelm van Wassenaer, diplomat in  skladatelj v 18. stoletju.

## Galerija
- Unico Wilhelm van Wassenaer-Obdam, kot ga je naslikal George de Marees
- Grb Wassenaarskih
- Grb rodbine Duvenvoordskih (ali Duvoordskih)
- Grb Viljema Duvenvoordskega (ali Duvoordskega)